# Luciano Galletti
Luciano Martín Galletti, född 9 april 1980 i La Plata, är en argentinsk före detta fotbollsspelare.
Galletti spelade under sin karriär 13 landskamper och gjorde tre mål för Argentinas landslag.